# Albert Kawana
Albert Kawana (* 26. März 1956 in Südwestafrika) ist ein namibischer Politiker der SWAPO und ehemaliger Minister.
Kawana war vom 23. März 2020  bis 2021 Fischereiminister Namibias. Das Amt bekleidete er interimistisch zuvor bereits seit dem 13. November 2019. Zuvor war Kawana, wie auch schon 2003 bis 2005, von 2015 bis 2018 Justizminister. Von 2018 bis 2020 war er zudem Attorney-General. Bei einer Kabinettsumbildung im April 2021 wurde er in das Ministerium für Inneres versetzt. Im Kabinett Nandi-Ndaitwah wurde Kawana ab dem 22. März 2025 nicht mehr berücksichtigt.
Zwischen 2005 und 2015 war Kawana Minister für Präsidentschaftsangelegenheiten. Er hat Abschlüsse in Rechtswissenschaften und Öffentlicher Verwaltung erworben.